# 河竹繁俊
河竹 繁俊（かわたけ しげとし、1889年（明治22年）6月9日 - 1967年（昭和42年）11月15日）は、日本の演劇学者。位階は従四位。学位は文学博士。文化功労者。旧姓は市村（いちむら）。

## 経歴
1889年、長野県下伊那郡山本村（現・飯田市）に市村保三郎の三男として生まれる。旧制飯田中学まで毎日10キロ程徒歩で通学。1911年、早稲田大学英文科卒業。在学中、坪内逍遥の文芸協会演劇研究所に入り、俳優、演出助手を務める。
1911年、逍遥の推薦で河竹黙阿弥の娘・糸女の養子となる。1920年、帝国劇場文芸部に所属した後、技芸学校主事を務める。1923年、早稲田大学講師、のち教授。早稲田大学演劇博物館館長を務め、歌舞伎史、比較演劇を中心に演劇史を研究した。1943年、「歌舞伎史の研究」で文学博士号を取得。1948年、日本演劇学会初代会長に就任、逝去まで会長を務めた。1960年、早稲田大学を定年退職。1962年、日本芸術院会員となる。1967年11月15日、老衰のため死去。享年78歳。墓所は中野区源通寺。2008年、早大演劇博物館名誉館長の称号を授与された。

## 受賞・栄典
- 1956年：「多年に渡る歌舞伎研究」により第4回菊池寛賞を受賞。同年、紫綬褒章受章。
- 1958年：第9回NHK放送文化賞受賞。
- 1960年：「日本演劇全史」で日本学士院賞受賞。
- 1966年：勲三等瑞宝章受章。
- 1967年：文化功労者。
- 没後、従四位に叙される。

## 家族・親族
- 次男：演劇学者の河竹登志夫。
- 実父：市村保三郎。
- 実兄：市村与市は金城学院大学初代学長。
- 実兄：市村咸人は郷土史家。

## 著書
- 『河竹黙阿弥』演芸珍書刊行会、1914年12月。 NCID BN14867442。全国書誌番号:43054441。
  - 近世文芸研究叢書刊行会 編『河竹黙阿弥』（複製版）クレス出版〈近世文芸研究叢書 第2期（芸能篇）17（歌舞伎17）〉、1997年4月。ISBN 9784877330279。 NCID BA30799931。全国書誌番号:970677581。
- 『歌舞伎作者の研究』東京堂、1940年6月。 NCID BN06545407。全国書誌番号:46048649 全国書誌番号:53011765。
- 『日本の演劇』東京堂、1942年4月。 NCID BN06636422。全国書誌番号:46023549。
- 『菅原伝授手習鑑』至文堂〈青少年日本文学〉、1942年12月。 NCID BN09061655。全国書誌番号:20482056。
- 『歌舞伎史の研究 近世歌舞伎の性格を中心として』東京堂、1943年9月。 NCID BN09205245。全国書誌番号:46023643 全国書誌番号:60003034。
- 『歌舞伎十八番 研究と作品』豊国社、1944年7月。 NCID BN11233775。全国書誌番号:68010350。
- 『歌舞伎襍記』光文社〈学芸選書 2〉、1946年8月。 NCID BA33976771。全国書誌番号:46023644。
- 『歌舞伎講話』大河内書店、1947年12月。 NCID BN14312197。全国書誌番号:46023642。
- 『新劇運動の黎明期』雄山閣、1947年4月。 NCID BN07107052。全国書誌番号:46023667 全国書誌番号:58007649。
- 『黙阿弥と南北』大河内書店、1948年2月。 NCID BN15324453。全国書誌番号:46024994 全国書誌番号:60004510。
- 『演劇』三省堂〈社会科文庫 E10〉、1949年12月。 NCID BA37717899。全国書誌番号:45019699。
- 『歌舞伎叢攷』中央公論社〈国民学術選書 4〉、1949年5月。 NCID BN11879809。全国書誌番号:49003513。
- 『歌舞伎演出の研究』早川書房〈悲劇喜劇選書 5〉、1948年12月。 NCID BN08608483。全国書誌番号:49004768。
- 『愛と死の芸術 近松劇文学の解明』日本教文社、1951年10月。 NCID BN09061848。全国書誌番号:51006859。
- 『日本演劇通史』創元社〈創元文庫 C1〉、1951年10月。 NCID BN09969228。全国書誌番号:52000410。
  - 『修訂 日本演劇通史』新潮社〈新潮文庫〉、1955年11月。 NCID BA53005979。全国書誌番号:55013546。
- 『歌舞伎・文楽史話』河出書房〈市民文庫 84〉、1951年12月。 NCID BN1503727X。全国書誌番号:52001624。
  - 『歌舞伎・文楽史話』河出書房〈河出文庫〉、1955年12月。 NCID BA58096235。全国書誌番号:56000817。
- 『歌舞伎講話』創元社〈創元文庫 C4〉、1951年12月。 NCID BN12785970。全国書誌番号:52002521。
- 『近代劇文学』河出書房〈日本文学大系 第23巻〉、1952年11月。 NCID BN10897113。全国書誌番号:53000055。
- 『中村吉右衛門』冨山房、1955年9月。 NCID BA36934392。全国書誌番号:55010425。
- 『歌舞伎読本』修道社、1955年10月。 NCID BA31166431。全国書誌番号:55012776。
- 『黙阿弥』弘文堂〈アテネ文庫 古典解説シリーズ 6〉、1955年3月。 NCID BN1584018X。全国書誌番号:56004534。
- 『演劇』三省堂〈三省堂百科シリーズ 8〉、1955年11月。 NCID BA31021213。全国書誌番号:56015660。
- 『歌舞伎名優伝』修道社〈現代選書〉、1956年5月。 NCID BN09970679。全国書誌番号:56008725。
- 『日本演劇図録』朝日新聞社〈図録シリーズ〉、1956年9月。 NCID BN07180584。全国書誌番号:56013098。
  - 『日本演劇図録』（複製版）日本図書センター、2012年2月。ISBN 9784284502856。 NCID BB08441849。全国書誌番号:22059524。
- 『曽我兄弟物語』弘文堂〈日本少年少女古典文学全集 第8巻〉、1956年12月。 NCID BA30434444。全国書誌番号:45037324。
- 日本歴史学会 編『近松門左衛門』吉川弘文館〈人物叢書 2〉、1958年9月。 NCID BN02346147。全国書誌番号:58013014。
  - 日本歴史学会 編『近松門左衛門』（新装版）吉川弘文館〈人物叢書〉、1988年6月。ISBN 9784642051217。 NCID BN02361639。全国書誌番号:88042840。
- 『歌舞伎百題』青蛙房、1959年4月。 NCID BN12812155。全国書誌番号:59004109。
- 『日本演劇全史』岩波書店、1959年4月。 NCID BN05825088。全国書誌番号:59005138。
- 『人間坪内逍遥 近代劇壇側面史』新樹社、1959年5月。 NCID BN09998838。全国書誌番号:59005322。
- 『ずいひつ 牛歩七十年』新樹社、1960年4月。 NCID BN11035669。全国書誌番号:60007281。
- 日本歴史学会 編『河竹黙阿弥』吉川弘文館〈人物叢書 78〉、1961年10月。 NCID BN02382093。全国書誌番号:61011510。
  - 日本歴史学会 編『河竹黙阿弥』（新装版）吉川弘文館〈人物叢書〉、1987年1月。ISBN 9784642050654。 NCID BN02512767。全国書誌番号:87016577。
  - 日本歴史学会 編『河竹黙阿弥』（オンデマンド版）吉川弘文館〈人物叢書〉、2021年11月 ISBN　9784642750653。
- 『日本戯曲史』南雲堂桜楓社〈日本ジャンル別文学史 9〉、1964年2月。 NCID BN04696773。全国書誌番号:64001648。
- 『日本演劇文化史話』新樹社、1964年11月。 NCID BN08452078。全国書誌番号:64011531。
- 『日本演劇とともに』東都書房、1964年11月。 NCID BN04567442。全国書誌番号:64011665。
- 『逍遥、抱月、須磨子の悲劇 新劇秘録』毎日新聞社、1966年5月。 NCID BN08030474。全国書誌番号:66004736。
- 『概説日本演劇史』岩波書店、1966年6月。 NCID BN04754803。全国書誌番号:66005543。

### 共著
- 河竹繁俊、柳田泉『坪内逍遥』冨山房、1939年5月。 NCID BN05115038。全国書誌番号:46064551 全国書誌番号:53009650。
  - 河竹繁俊、柳田泉『坪内逍遥』（復刻版）第一書房、1988年2月。 NCID BN02406781。全国書誌番号:89020469。
- 河竹繁俊、藤野義雄『仮名手本忠臣蔵評解』碩学書房〈評解近世戯曲名作選書 1〉、1953年1月。 NCID BA66667375。全国書誌番号:58013681。
- 河竹繁俊、藤野義雄『梅川忠兵衛冥途の飛脚評解』碩学書房〈評解近世戯曲名作選書 2〉、1953年6月。 NCID BC01387232。全国書誌番号:58013681。
- 河竹繁俊、藤野義雄『菅原伝授手習鑑評解』碩学書房〈評解近世戯曲名作選書 3〉、1953年6月。 NCID BA66667954。全国書誌番号:58013681。
- 河竹繁俊、西尾邦夫『学校劇読本』淡路書房、1956年8月。 NCID BB1958389X。全国書誌番号:56012841。

### 編集
- 坪内逍遥『イプセン研究』大河内書店、1948年5月。 NCID BN10060059。全国書誌番号:46029375 全国書誌番号:60002532。
- 『諸国の人形芝居』大日本雄弁会講談社、1949年6月。 NCID BN06219593。全国書誌番号:49004002。
- 『私たちの劇名作選』三十書房〈少年少女名作ライブラリー 10〉、1958年2月。全国書誌番号:45031249。
- 『総合日本戯曲事典』平凡社、1964年2月。 NCID BN01691478。全国書誌番号:64004384。
- 『芸道名言辞典』河竹登志夫補注、東京堂出版、1969年11月。 NCID BN01712476。全国書誌番号:75044226。
- 『歌舞伎十八番集』講談社〈講談社学術文庫 2582〉、2019年9月。ISBN 9784065166130。 NCID BB28848838。全国書誌番号:23288546。

### 共編
- 楠山正雄 著、久保田万太郎、河竹繁俊共編 編『歌舞伎評論』冨山房、1952年11月。 NCID BN15246961。全国書誌番号:53000506。

### 翻訳
- ジョージ・バーナード・ショー『カンディダ』勝俣銓吉郎閲、早稲田大学出版部、1913年11月。 NCID BA88682270。全国書誌番号:43015628。

### 監修
- 『歌舞伎事典』実業之日本社、1957年12月。 NCID BN09437499。全国書誌番号:58002359。
- 『世界の演劇 米・ソ・中・日篇』倉橋健・河竹繁俊監修、三笠書房〈現代の演劇 5〉、1966年9月。 NCID BN06052862。全国書誌番号:21110429。